# Tanklöschfahrzeuge in der DDR
Der Bau von Tanklöschfahrzeugen begann in der DDR in den Feuerlöschgerätewerken Jöhstadt und Görlitz. Auf den zur Verfügung stehenden Lkw-Fahrgestellen H3A und G5 wurden ab 1949 das Tanklöschfahrzeug TLF 15 gebaut.

## TLF 15 (H3A)
Ab 1949 präsentierte IFA auf der Leipziger Frühjahresmesse einen neuen Horch mit 3 Tonnen Nutzlast. Bereits 1950 konnten die ersten Fahrzeuge im VEB IFA Kraftfahrzeugwerk Horch Zwickau in Serie gebaut werden. Da leistungsfähige Löschfahrzeuge hauptsächlich für die Feuerwehren in den Städten und Betrieben benötigt wurden, mussten Aufbauvarianten schnell und preisgünstig hergestellt werden. Somit wurden im VEB Feuerlöschgerätewerk Jöhstadt ab 1953 die Aufbauten für die Tanklöschfahrzeuge TLF 15 auf H3A und G5 gefertigt und damit die erste Generation der Löschfahrzeuge in der DDR eingeleitet.
Das Tanklöschfahrzeug 15 auf H3A wurde mit geschlossener Staffelkabine in Gemischtbauweise (Stahl und Holz) für eine Besatzung von 1:4 (5 Mann) gefertigt.
Mittig in der Mannschaftskabine ist ein Ersatzrad befestigt, was aber zu erheblichen Platzeinbußen für die Besatzung führte.
Der Aufbau wurde in halboffener Bauweise gefertigt, so dass die Pumpe mit den drei Schlauchhaspeln frei liegt. Für die Besatzung waren die Löschgeräte im Aufbau übersichtlich angeordnet. Am Heck des Fahrzeuges befindet sich eine festangebaute, vom Fahrzeugmotor angetriebene, zweistufige Feuerlöschkreiselpumpe, die eine Nennförderleistung von 1500 l/min bei einem Nennförderdruck von 8 bar und einer Nennförderhöhe von 3 Metern erreicht (FPH 15/8). Der 2000 Liter fassende Löschwassertank aus Aluminium ermöglicht einen zügigen Löschangriff bei Bränden und dient gleichzeitig als Ausgleichsbehälter während der Löschwasserversorgung. Für die Schaumerzeugung sind im Aufbau 80 l Schaumbildner in Kanistern verstaut. Das Fahrzeug verfügt weiterhin über 2 C-Schlauchhaspeln (150 m), die seitlich am Heck des Fahrzeuge angebracht sind und eine Schnellangriffseinrichtung (30 m) mit einem flexiblen Hochdruckschlauch direkt an der Rückseite des Fahrzeuges. Zusätzlich befinden sich noch 40 m B-Druckschlauch im Aufbau sowie alle anderen wasserführenden Armaturen der Feuerwehr. Um die Schläuche vor Witterung zu schützen, sind Schutzabdeckungen über die Haspeln gespannt. Auf dem Aufbau befinden sich zwei Steckleiterteile und der Einstieg zum Tank.
Der H3A war in den 1950er Jahren häufig als Standardfahrzeug auf den Straßen der Republik anzutreffen. Er erreicht eine Höchstgeschwindigkeit von 70 km/h und hat einen Vierzylinder-Viertakt-Dieselmotor (EM 4) mit 80 PS (58,8 kW) Leistung. Zur Brandbekämpfung und Gefahrenbeseitigung konnte das Tanklöschfahrzeug selbstständig, aber bei Bedarf auch zusammen mit anderen Feuerwehrfahrzeugen eingesetzt werden.

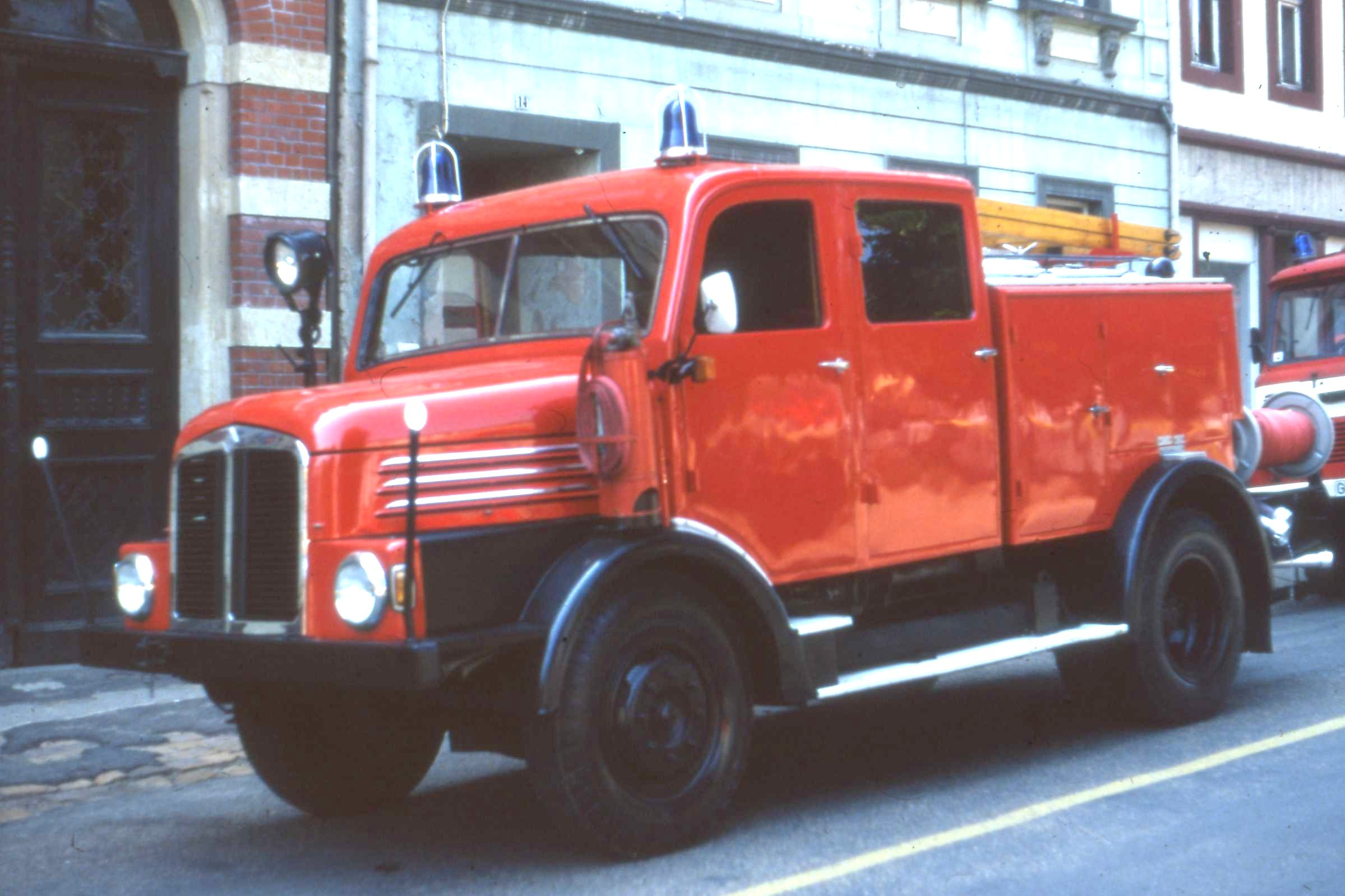
TLF 15 H3A
Schlauchhaspeln

## TLF 15 (G5)
Um den Bedarf an geländegängigen Lkw beim Militär und in der Baubranche zu decken, entschloss man sich ab 1952 mit der Serienfertigung der geländegängigen, dreiachsigen Lkw G5, die nach alten VOMAG-Unterlagen in der 5-Tonnen-Klasse gebaut wurden.
Ab 1953 begann für die Feuerwehr zunächst mit der Fertigung einer Nullserie. Die Serienfertigung begann dann 1954 im VEB IFA Kraftfahrzeugwerk „Ernst Grube“ Werdau. Wie beim H3A erfolgten ab 1953 die Aufbauten des TLF 15 auf G5 im VEB Feuerlöschgerätewerk Jöhstadt (ab 1959 im VEB Feuerlöschgerätewerk Luckenwalde).
Die Staffelkabine wurde in der damals üblichen Gemischtbauweise (Holz, Stahl) gefertigt und bot ausreichend Platz für eine Besatzung von 1:5 (6 Mann). Zur besseren Brandbekämpfung wurden die Tanklöschfahrzeuge ab Werk mit einem Wendestrahlrohr versehen. Das Wendestrahlrohr, das hinter dem Fahrerhaus über dem Löschwassertank angebracht ist, kann auch während der Fahrt bei geringen Geschwindigkeiten benutzt werden. Direkt an der Fahrzeugfront befindet sich die vom Fahrzeugmotor angetriebene dreistufige Feuerlöschkreiselpumpe (FPV 15/8), um ein zügiges Heranfahren an die Löschwasserentnahmestelle zu gewährleisten. Die Nennförderleistung der Vorbaupumpe liegt bei 1500 Liter/min bei 8 bar Nennförderdruck. Zum Pumpenbetrieb kann die Motordrehzahl der Vorbaupumpe mittels Hebel gesteuert werden. Mittel- oder Schwerschaum wird über die Zumischvorrichtung erzeugt, die direkt an der Feuerlöschkreiselpumpe angeflanscht ist, der dann sowohl über das Wendestrahlrohr als auch über die Schnellangriffseinrichtung ausgebracht werden kann.
Die feuerwehrtechnische Beladung ist teilweise offen an den Außenseiten des Löschwassertanks angebracht. Zwei Schnellangriffseinrichtungen mit 30 m Gummischlauch sind direkt hinter der Mannschaftskabine auf beiden Seiten senkrecht platziert. Das Löschmittel wird von der Pumpe über Rohrleitungen, die zur Schnellangriffseinrichtung und zum Wendestrahlrohr führen, transportiert. Um die Löschwasserversorgung aufbauen zu können, befinden sich an den Seiten des Löschwassertanks je eine C-Schlauchhaspel. Eine fahrbare B-Schlauchhaspel ist heckseitig mit 160 m Schlauchmaterial aufgeprotzt. Der Löschwassertank beträgt ein Nennvolumen von 2500 l und der eingebaute Schaummitteltank 200 l Löschschaum.
Für die Nationale Volksarmee (NVA) wurden diese Fahrzeuge in den 1950er Jahren angeschafft, um auf den sandigen Unterboden der Übungsplätze voranzukommen.
Sie entsprachen den geforderten militärischen Anforderungen mit
- Allradantrieb
- Watfähigkeit
- Kletterfähigkeit
- Steigfähigkeit bis zu 35 Prozent
- Überschreitfähigkeit

im Dienst. Hier gab es zwei Lackierungen, Feuerrot und Olivgrün Chlorbuna (ähnlich dem RAL 6003) mit den entsprechenden Hoheitszeichen mittig an den Türen der Fahrerkabine.
Der G5 erreicht eine Höchstgeschwindigkeit von 60 km/h und hat einen Sechszylinder-Viertakt-Dieselmotor EM 6 mit 120 PS (88,3 kW) Leistung. Das Tanklöschfahrzeug konnte selbstständig oder zusammen mit anderen Feuerwehrfahrzeugen eingesetzt werden.

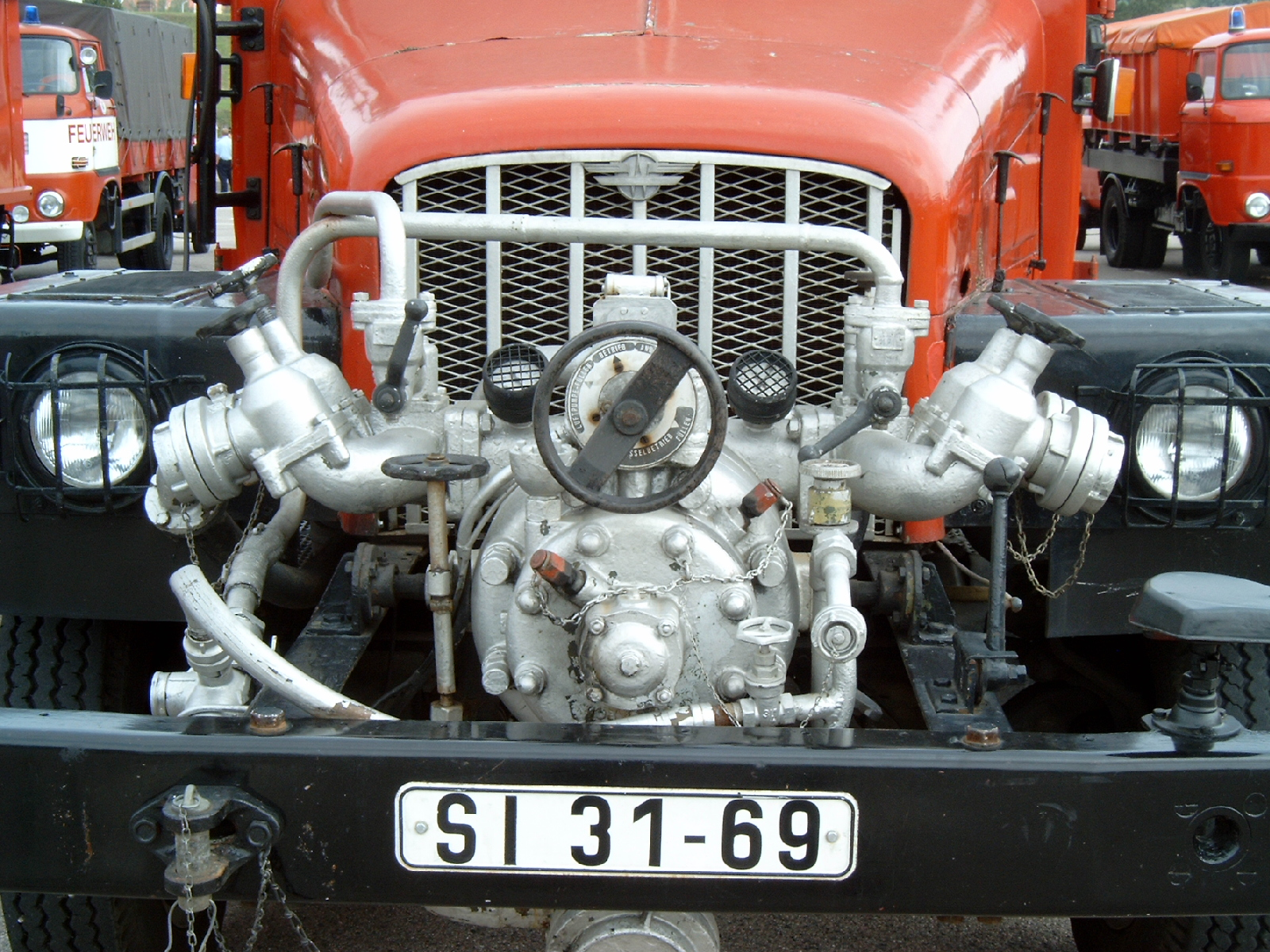
Vorbaupumpe FPV 15-8
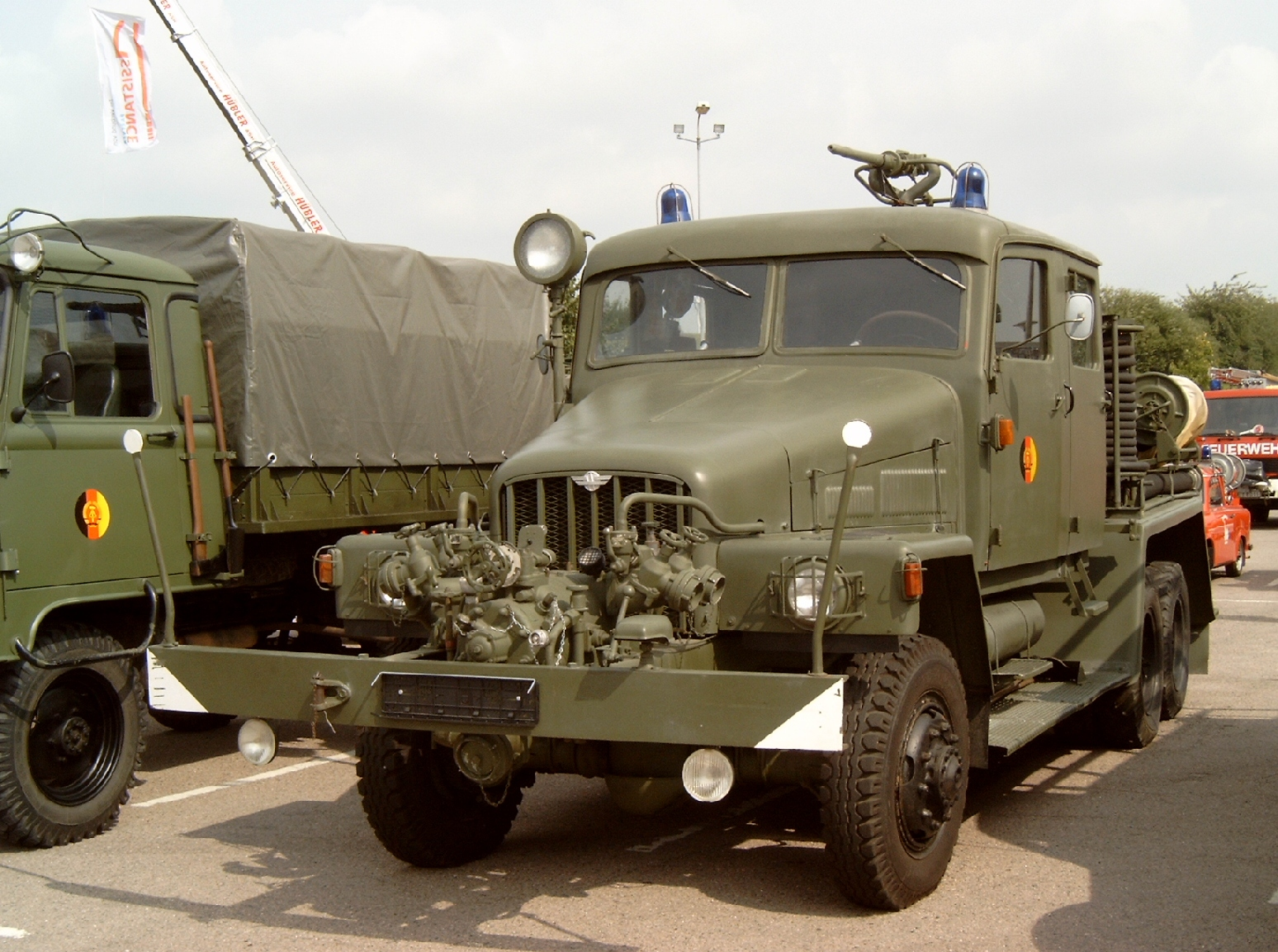
Militärversion des TLF15 auf G5

## TLF 16 (S4000-1)
Mit dem Bau der Tanklöschfahrzeuge auf dem Fahrgestell des Typs IFA S4000-1 aus dem VEB IFA Kraftfahrzeugwerk „Ernst Grube“ Werdau wurde die zweite Generation der Tanklöschfahrzeuge eingeleitet. Der S4000-1 wurde ab 1959 im VEB Feuerlöschgerätewerk Jöhstadt und ab 1965 im VEB Feuerlöschgerätewerk Luckenwalde gebaut und löste seinen Vorgänger, das TLF 15 auf dem Fahrgestell des H3A, ab.
Die vom Aufbau getrennte Staffelkabine wurde in der damals üblichen Gemischtbauweise (Holz, Stahl) gefertigt und bot ausreichend Platz für eine Besatzung von 1:5 (sechs Mann). Es gab während der Bauzeit zwei Ausführungen der Staffelkabinen, die sich optisch unterscheiden lassen. Anfangs wurden die in Jöhstadt gefertigten, noch leicht an den Seiten abgerundeten Karosserien mit Zierleisten an der Kabinenseite hergestellt. Um ein einheitliches Bild im Löschzug gegenüber dem Löschfahrzeug 16 (S 4000-1) abzugeben (siehe Löschfahrzeuge in der DDR), wurden die Seitenflächen im Werk Luckenwalde in den letzten Baujahren eingeebnet. Die blauen Blinkleuchten auf der Fahrerkabine wurden schrittweise zur besseren Verkehrssicherheit im Einsatz durch blaue Rundumkennleuchten ersetzt.
Als Besonderheit ist die Feuerwehrtechnische Ausrüstung des TLF 16 komplett im Aufbau witterungsgeschützt verstaut. Im Heck des Fahrzeuges befindet sich eine festeingebaute, vom Fahrzeugmotor angetriebene Feuerlöschkreiselpumpe, die nunmehr eine Nennförderleistung von 1600 l/min bei einem Nennförderdruck von 8 bar erreicht (FPH 16/8). Eine 30 Meter Hochdruck-Schnellangriffseinrichtung (Gummischlauch) mit angekuppeltem Strahlrohr ist zusätzlich für einen zügigen Löschangriff im Aufbau untergebracht. Erwähnenswert ist auch der Löschwassertank mit Abgas-Heizanlage für den Einsatz im Winter, hier wird mittels Abgasrohr das durch den Tank verläuft, geheizt. Der Löschwassertank aus Stahl mit einem Nennvolumen von 2000 Litern wurde mit einem besonderen Innenanstrich für eventuelle Trinkwassertransporte versehen. Zusätzlich sind heckseitig im Maschinistenraum vier Schaummittelkanister à 20 Liter verstaut. Auf dem Aufbau befinden sich zwei Steckleiterteile (à 2,70 m), die über die Aufstiegsleitern am Heck erreicht und entnommen werden können.
Der S 4000-1 war in den siebziger Jahren als Standardfahrzeug in den Feuerwachen bzw. Feuerwehrhäusern der Städte, Gemeinden und Großbetriebe anzutreffen. Er erreicht eine Höchstgeschwindigkeit von 75 km/h und hat einen Vierzylinder-Viertakt-Dieselmotor (EM 4-22) mit 90 PS (66,2 kW) Leistung. Zur Brandbekämpfung und Gefahrenbeseitigung kann das Tanklöschfahrzeug selbstständig und/oder zusammen mit anderen Feuerwehrfahrzeugen eingesetzt werden. Da das Fahrzeug keine relevanten Rettungsgeräte mitführt, ist es nicht für die Technische Hilfeleistung geeignet.

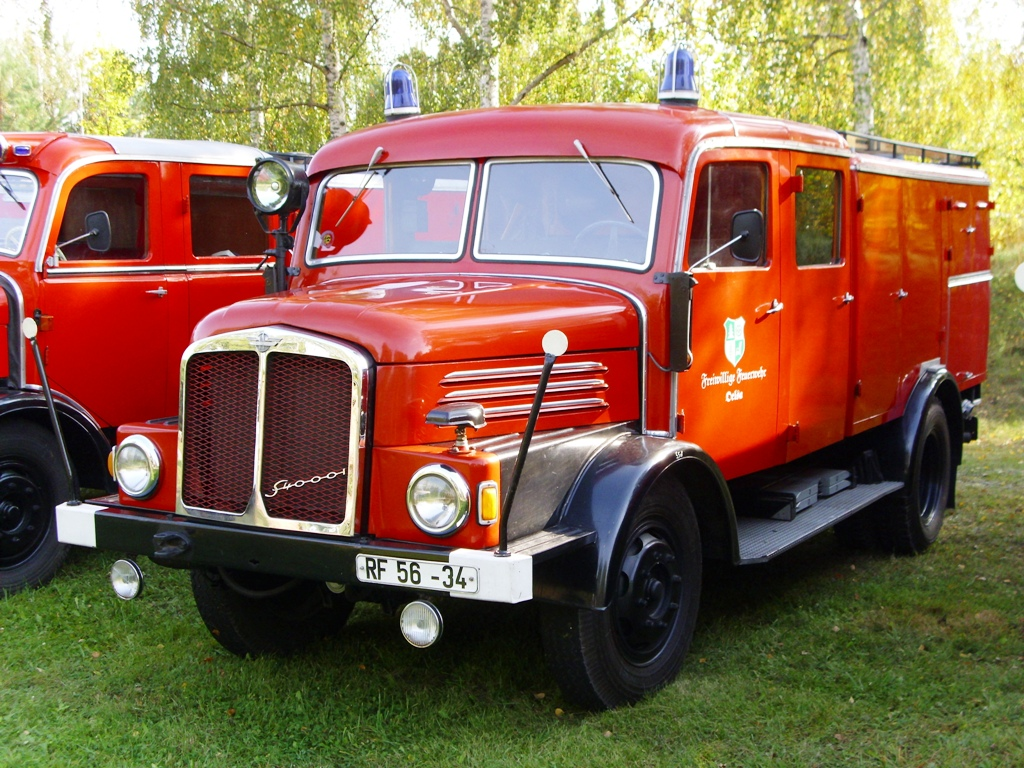
Zweite Ausführung ohne Zierleisten
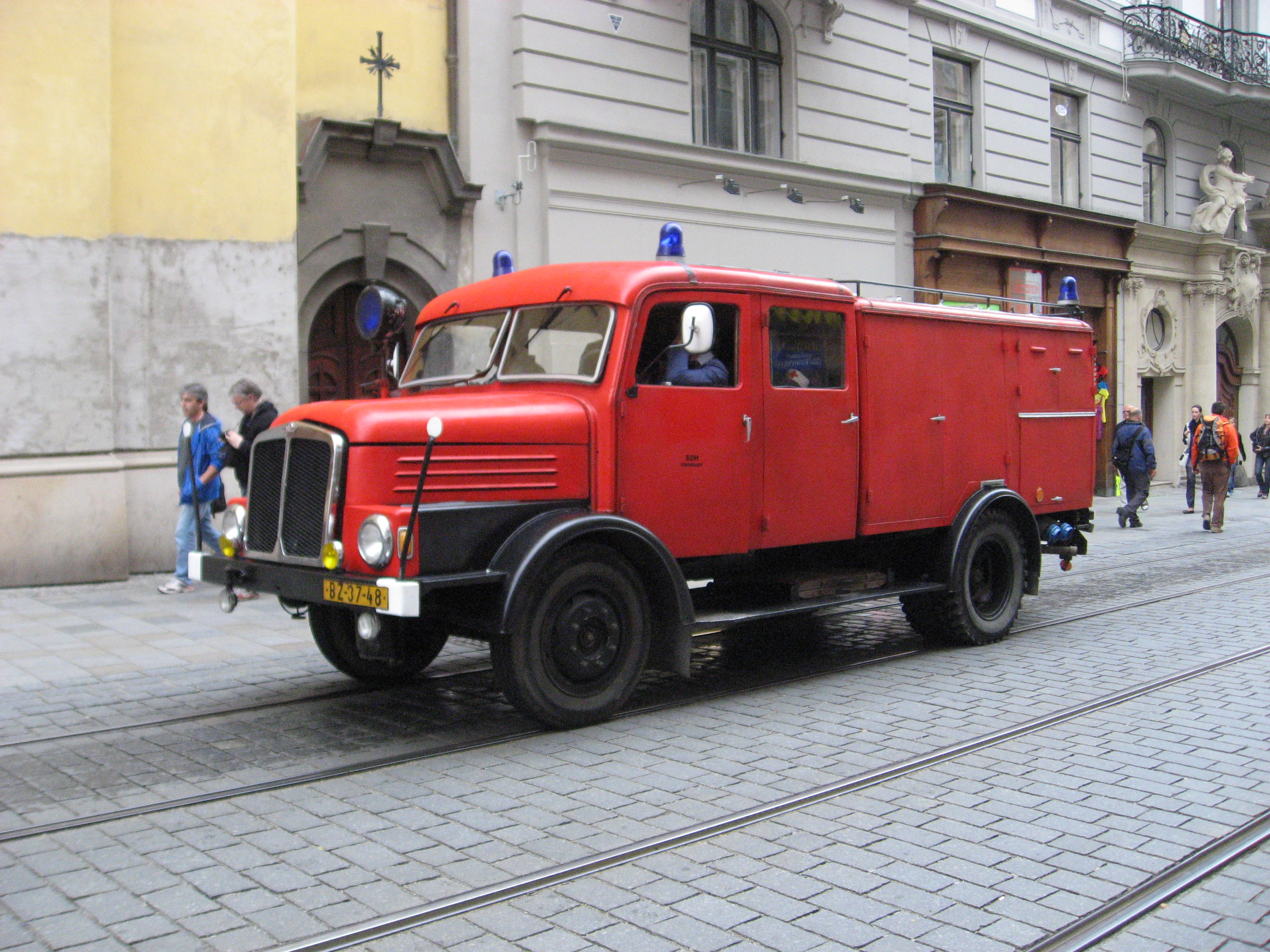

## TLF 16 (IFA W50 LA)
Ab 1969 begann die Serienfertigung der Tanklöschfahrzeuge auf dem allradgetriebenen W50-Fahrgestell aus Ludwigsfelde. Dies war die neue Generation der Löschfahrzeuge auf dem Fahrgestell des Typs W50 L, die in Serie gefertigt wurden und ihren Vorgänger, den leistungsschwächeren S4000-1 ablösten. Das Fahrzeug wurde mit der Doppelkabine in Ganzstahlbauweise für eine Besatzung von 1:5 vorgesehen (6 Mann). Die Atemschutzgeräte (PA) sind für den Angriffstrupp und Gruppenführer rückenseitig in der Mannschaftskabine, für ein zügiges Anlegen während der Einsatzfahrt, angebracht. Eine Selbstschutzanlage mit Hochdruckdüse mittig unter der Stoßstange vorn kann speziell bei Flächenbränden, Reinigungsarbeiten oder Deaktivierungsarbeiten eingesetzt werden. Mit der Zumischung von Netzwasser kann die Eindringtiefe dementsprechend erhöht werden.
Diese Fahrzeuge wurden zusätzlich zur besseren Brandbekämpfung mit einem Wendestrahlrohr, das bis zu 400 mm pneumatisch ausgefahren werden kann, und einer großen Dachluke auf der Staffelkabine versehen. Durch aufschraubbare Mundstücke am Wendestrahlrohr für Sprühnebel können die Einsatzmöglichkeiten abgerundet werden. Das Bedienelement für das Wendestrahlrohr befindet sich direkt in der Mitte der Kabine unter dem Strahlrohr. Für die bessere Bedienung des Wendestrahlrohres wurde ein klappbares Trittbrett in der Staffelkabine montiert, auf dem der Brandbekämpfer einen festen und höheren Stand hat. Die Wasserabgabe ist auch während der Fahrt möglich. Für die Schaumabgabe kann am Wendestrahlrohr ein Schaumstrahlrohr (Schwer- oder Mittelschaum) angekuppelt werden und auch je Verwendung während der Fahrt verwendet werden. Ebenfalls sind in der Mannschaftskabine
- Kübelspritze,
- Handfeuerlöscher (CO2 und ABC-Pulver),
- Trage,
- Abschleppstange,
- Feuerwehrbeil,
- Handscheinwerfer,
- Pressluftatmer,

sowie diverse Gerätschaften zur technischen Hilfeleistung verstaut.

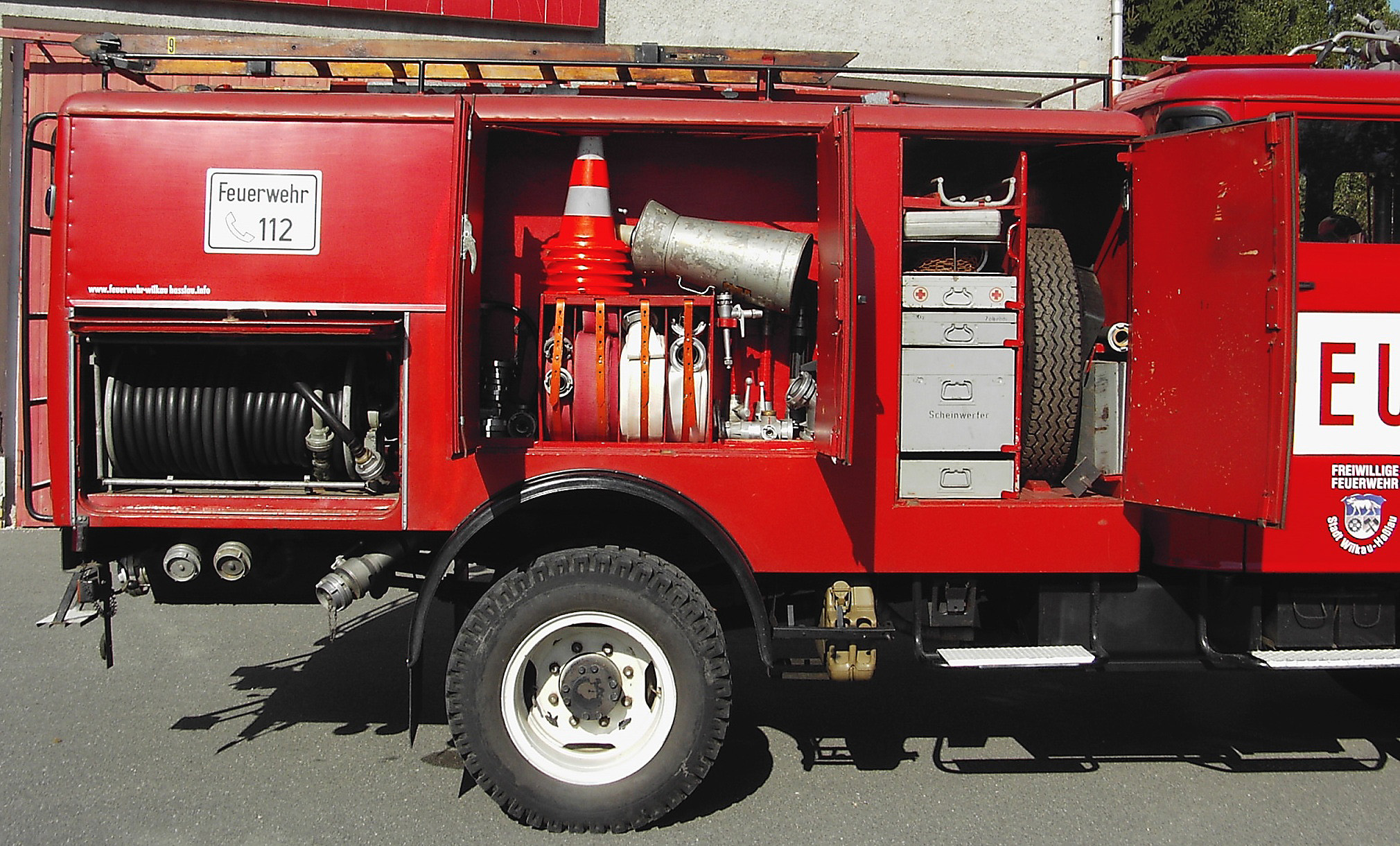
Geräteraum eines Tanklöschfahrzeuges TLF 16, Typ W50 LA

Der Aufbau, in dem sich die feuerwehrtechnische Ausrüstung befindet, wurde in Gemischtbauweise (Stahl, Holz) gefertigt.
Im Heck des Fahrzeuges befindet sich eine fest eingebaute zweistufige Feuerlöschkreiselpumpe, die eine Nennförderleistung von 2200 l/min bei einem Nennförderdruck von 8 bar erreicht (FPH 22/8). Die Feuerlöschkreiselpumpe (FPH 22/8) ist gegenüber anderen Löschfahrzeugen tiefer im Rahmen versenkt, um die geodätische Saughöhe (Hs geo) zu verringern und leichter über den Tank zu befüllen.
Ab 1976 bekamen diese Fahrzeuge eine automatische Zumischvorrichtung für Netzwasser, Leicht, Mittel- oder Schwerschaum-Erzeugung. Seit 1970 waren zwei automatische Zumischer direkt an den B-Druckabgängen der Pumpe befestigt. Über die beiden B-Abgänge kann Wasser oder Schaummittel (1–5 %) ausgebracht werden. Die automatische Zumischvorrichtung AZ 2/8 regelt sich über den Löschmittelfluss (HSBL) selbsttätig und wird über eine pneumatisch bedienbare Schaumbildnerpumpe gespeist. Parallel kann die Schaumbildnerpumpe auch Schaummittel aus externen Behältern oder aus dem Schaumbildner-Anhänger (SBA 4,5) über eine C-Festkupplung ansaugen. Vorteilhaft ist, dass durch die automatische Zumischvorrichtung die Feuerlöschkreiselpumpe frei von Schaumbildner bleibt und diese anschließend nicht aufwändig gespült werden muss.
Im Aufbau befindet sich unter der feuerwehrtechnischen Ausrüstung eine Schnellangriffseinrichtung (Gummischlauch) mit Pistolenstrahlrohr. Der Wassertank hat ein Nennvolumen von 2000 Litern, der Schaummitteltank fasst 500 Liter. Alle Behälter sind mit selbsttätigen Über- und Unterdruckventilen ausgestattet. Über einen separaten B-Druckstutzen kann der Wassertank direkt befüllt werden oder im Einsatz als Pufferbehälter bei der Wasserförderung über lange Wegstrecken dienen.
Für die NVA wurden diese Fahrzeuge mit Ballonreifen und Reifendruckregelanlage nachgerüstet.
Um durch sandigen Boden fahren zu können, kann man den Reifendruck der Ballonreifen auch während der Fahrt senken, sodass die Auflagefläche erhöht wird. Mit der entsprechenden Getriebeuntersetzung des 5-Gang-Getriebes kann ein müheloses Überschreiten schwieriger Geländeabschnitte mit Ausrüstung und vollem Wassertank gewährleistet werden. Hier gab es zwei Lackierungen – Feuerrot oder Olivgrün 2425 Chlorbuna nach TGL 21196 (ähnlich dem RAL 6003) – mit den entsprechenden Hoheitszeichen mittig an den Türen der Fahrerkabine.
Der W50 LA hat einen Vierzylinder-Viertakt-Dieselmotor 4 VD 14,5/12-1 SRW mit 125 PS (91,9 kW) Leistung und erreicht eine Höchstgeschwindigkeit von 80 km/h.
Zur Brandbekämpfung, Gefahrenbeseitigung und/oder Technische Hilfeleistung kann das Tanklöschfahrzeug selbstständig oder zusammen mit anderen Feuerwehrfahrzeugen eingesetzt werden.
Im Zeitraum von 1968 bis 1984 wurden 1130 Exemplare im VEB Feuerlöschgerätewerk Luckenwalde bebaut.

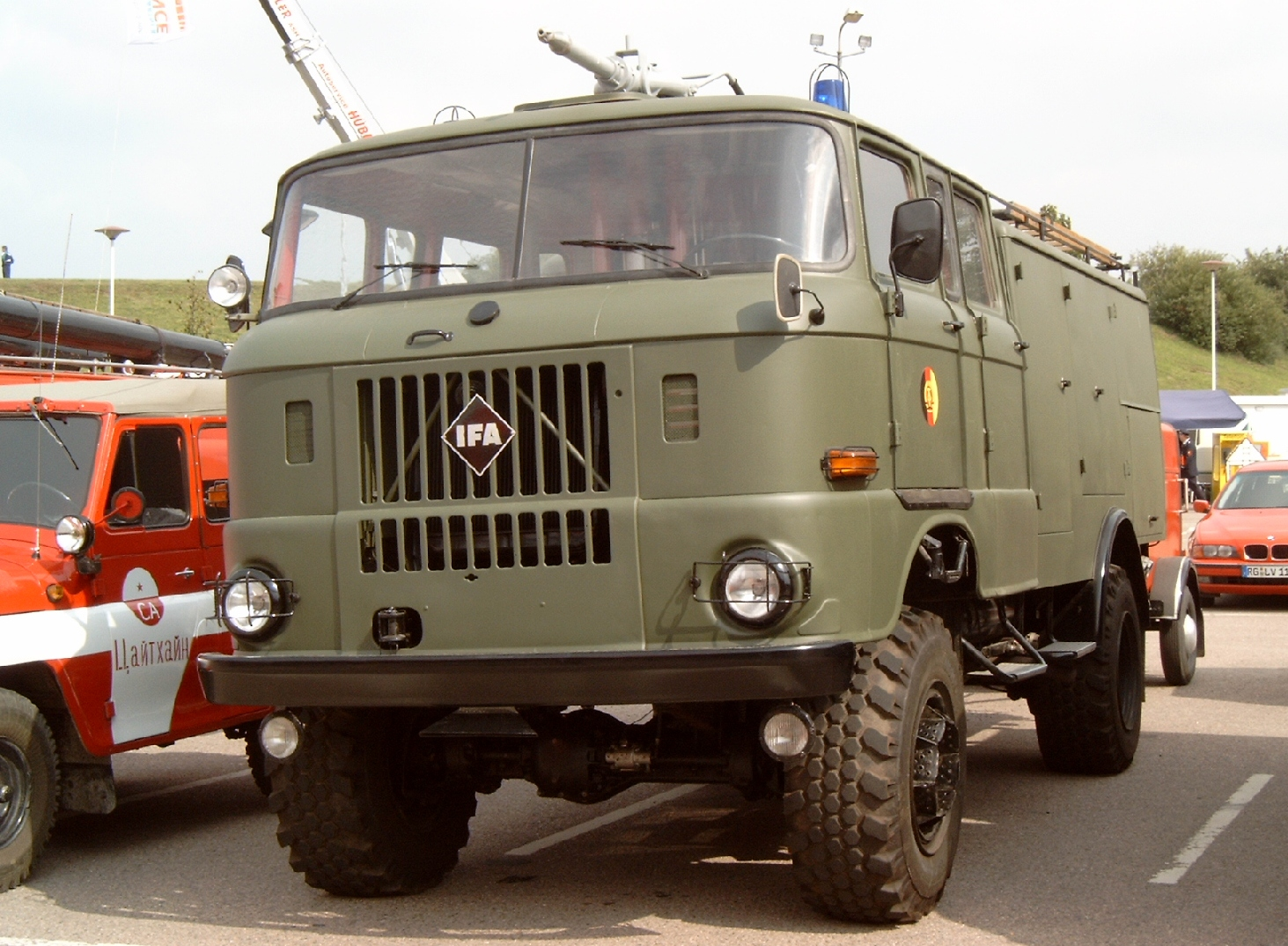
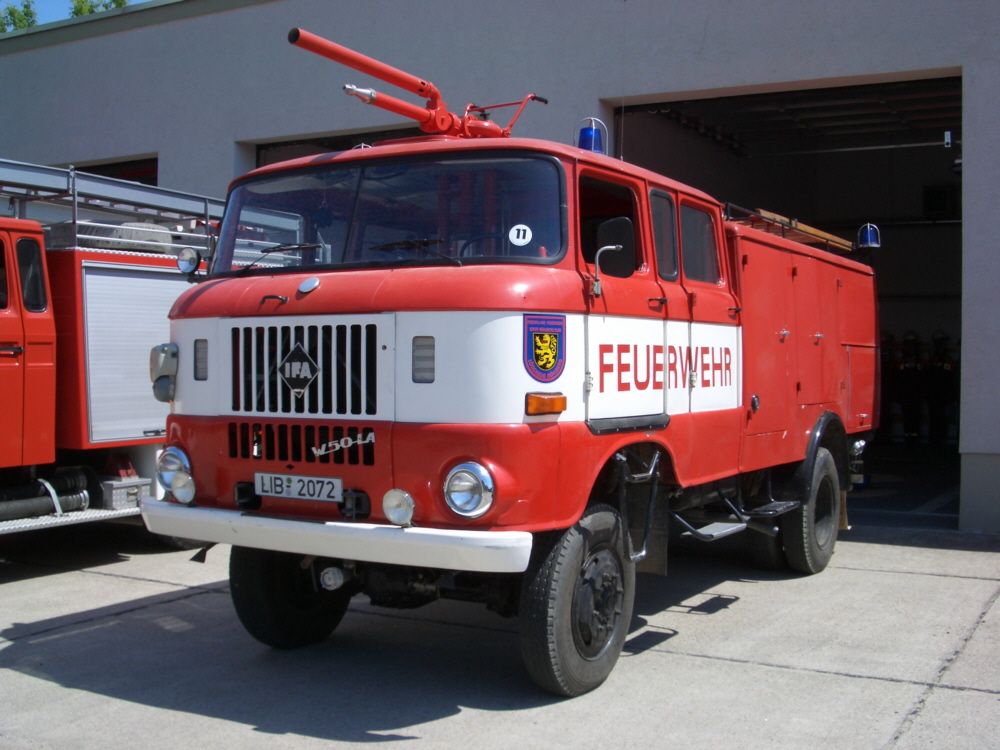
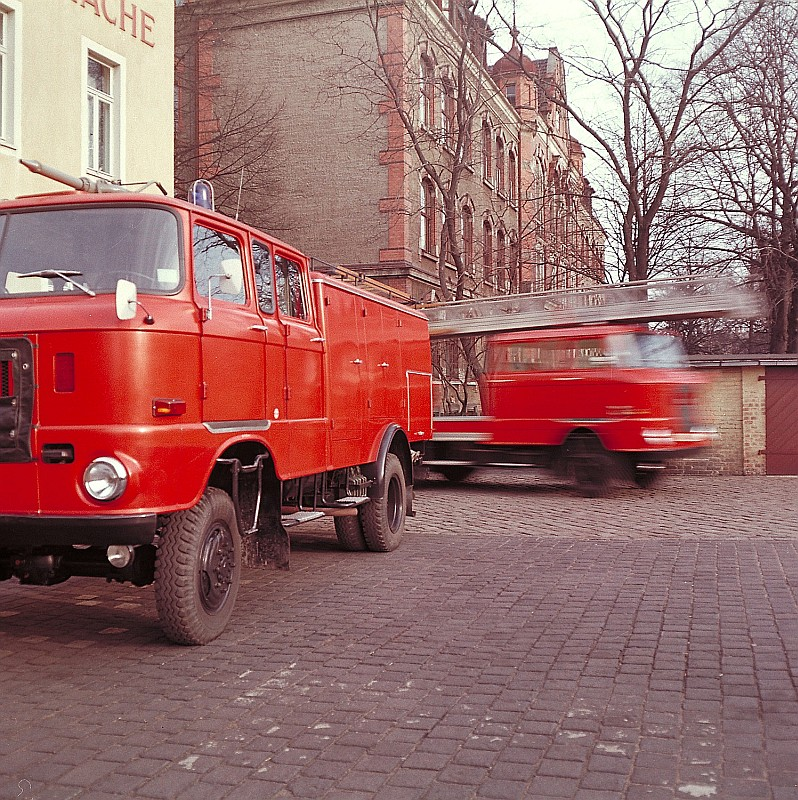
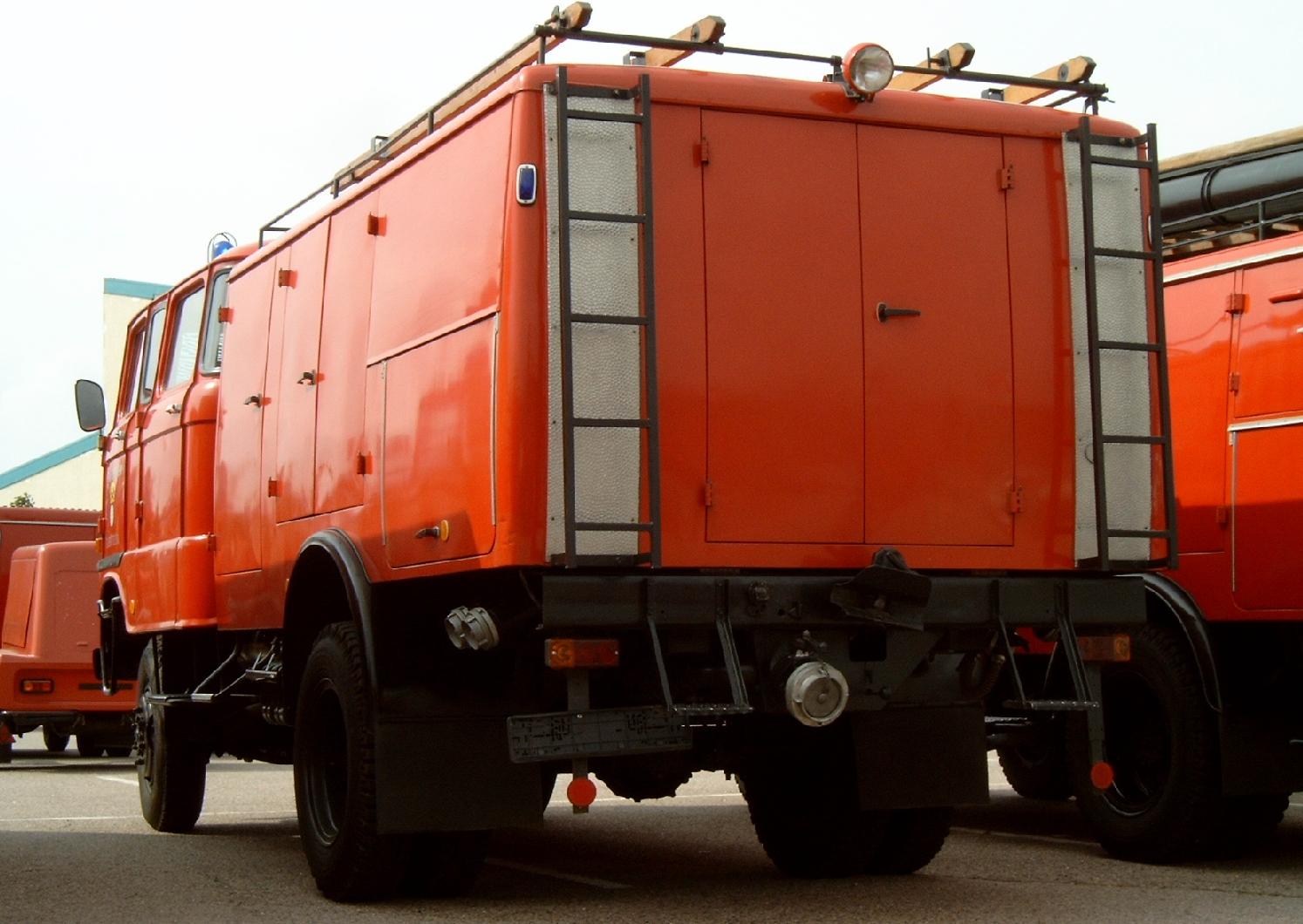
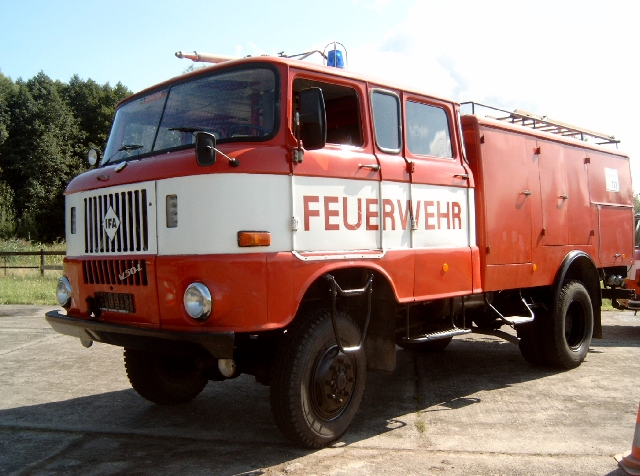
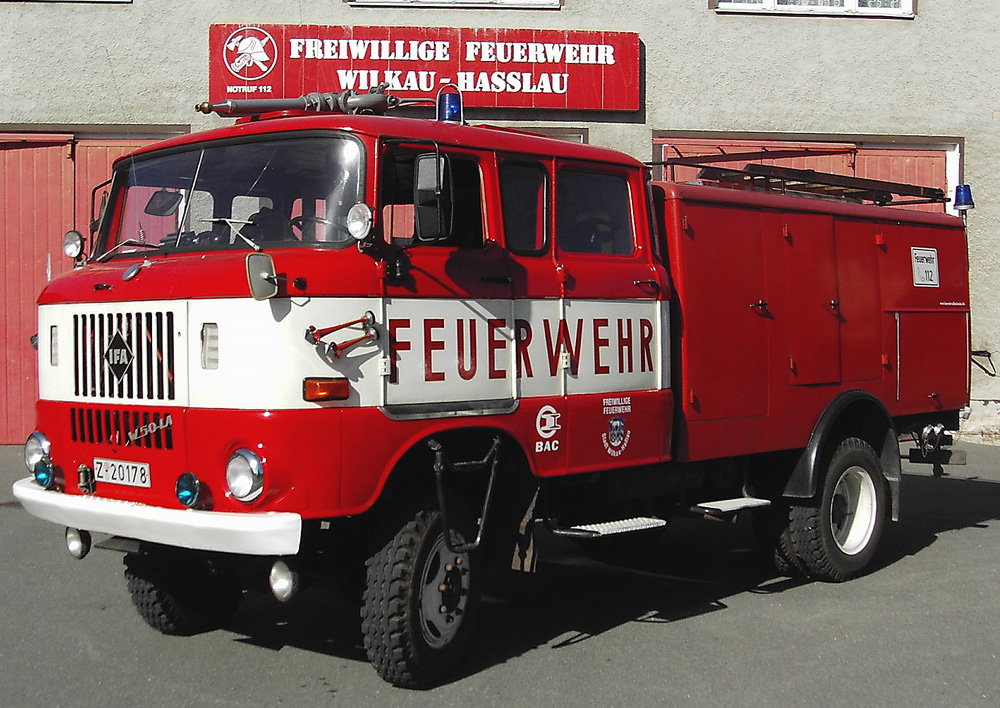
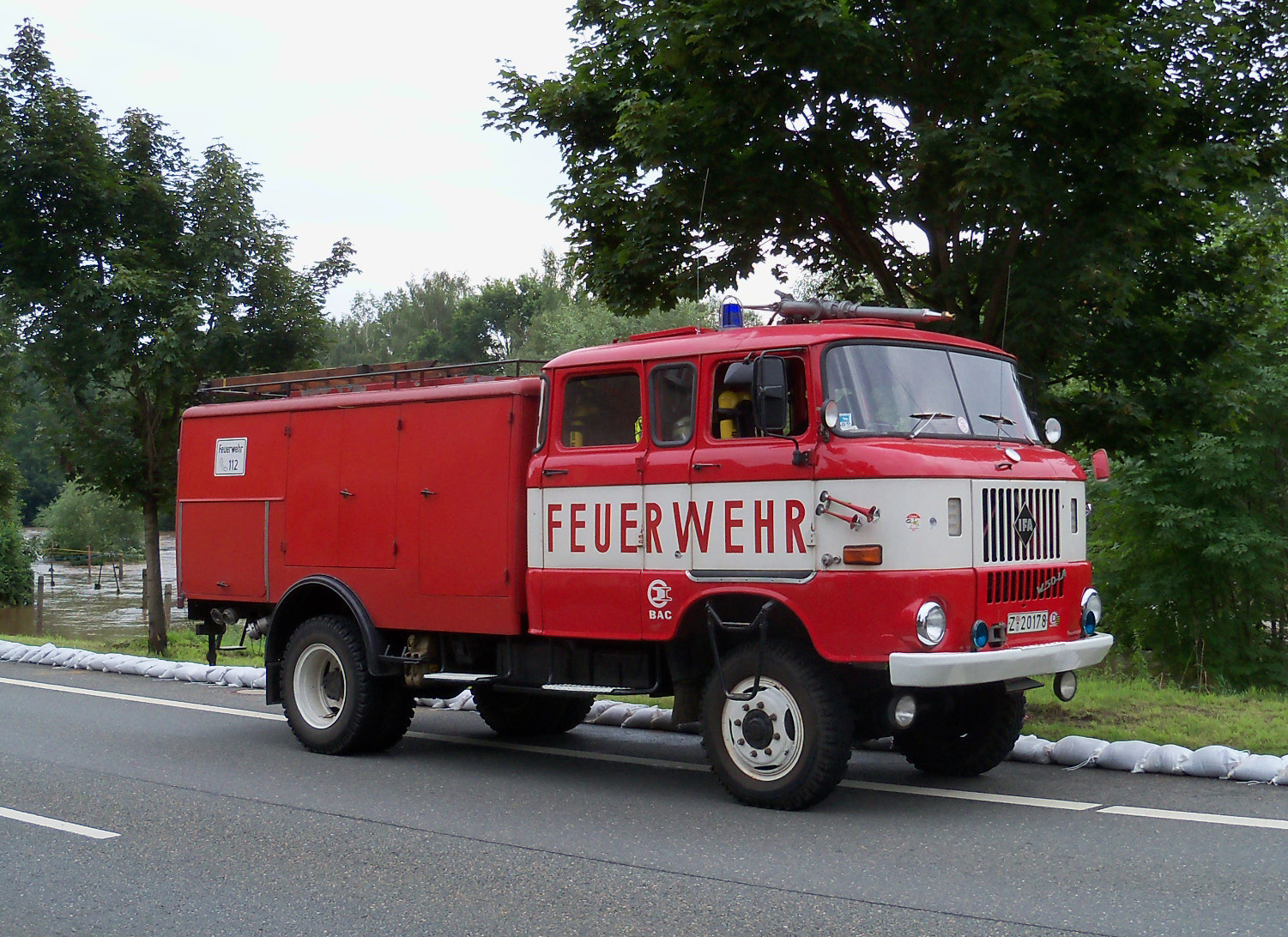

## Serie TLF 16 GMK

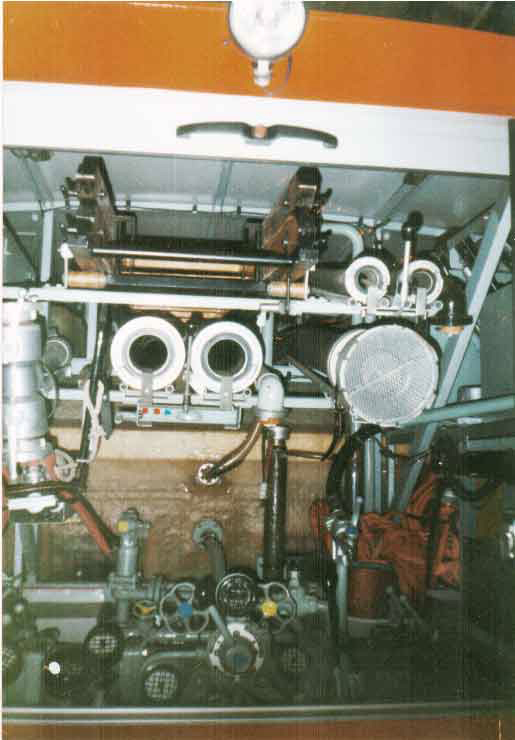
Maschinistenraum

Ab 1984 begann die Serienfertigung der in Luckenwalde (VEB Feuerlöschgerätewerk Luckenwalde) gefertigten Tanklöschfahrzeuge mit Ganzmetallkoffer (GMK) auf dem allradgetriebenen Fahrgestell des Typs W50 LA aus Ludwigsfelde. Das Fahrzeug wurde mit der Doppelkabine in Ganzstahlbauweise für bis zu einer Besatzung von 1:5 vorgesehen (6 Mann).
Diese Fahrzeuge wurden zusätzlich zur besseren Brandbekämpfung mit einem Wendestrahlrohr versehen, das sich bis zu 400 mm pneumatisch ausfahren lässt. Das Wendestrahlrohr wurde im Gegensatz zum Vorgängermodell zusätzlich mit einem Schwerschaumstrahlrohr ausgestattet. Das Absperrorgan und ein Bedienelement für das Wendestrahlrohr befinden sich direkt in der Mitte der Kabine unter dem Strahlrohr. Durch aufschraubbare Mundstücke für Sprühnebel, werden die Einsatzmöglichkeiten abgerundet. Für die bessere Bedienung des Wendestrahlrohres wurde ein Klappbares Trittbrett in der Staffelkabine montiert, auf dem der Brandbekämpfer einen festen und höheren Stand hat. Die Wasser- oder Schaumabgabe über das Wendestrahlrohr ist auch während der Fahrt möglich. Ebenfalls sind in der Mannschaftskabine
- Kübelspritze,
- Handfeuerlöscher (6 kg ABC-Pulver PG 6Hl, und 6 kg CO2 Typ Apolda CO2 6H-1),
- Trage,
- Abschleppstange,
- Feuerwehrbeil,
- Bindestricke,
- Handscheinwerfer, sowie
- Pressluftatemgeräte

diverse Gerätschaften zur technischen Hilfeleistung verstaut. Die Atemschutzgeräte (PA) sind für den Angriffstrupp und Gruppenführer rückenseitig in der Mannschaftskabine, für ein zügiges Anlegen während der Einsatzfahrt, angebracht. Ein besonderes Merkmal ist auch die Selbstschutzanlage unter der Stoßstange vorn. Links und rechts vor den Reifen befindet sich nun jeweils eine Hochdruckdüse die speziell bei Flächenbränden, Reinigungsarbeiten oder Deaktivierungsarbeiten eingesetzt werden kann. Mit der Zumischung von Netzwasser kann die Eindringtiefe dementsprechend erhöht werden. Als zusätzliche damalige Neuerung kann ein Leichtschaumgenerator (LSG 4/400 T) mittels eines Schwenkarmes an der Fahrzeugfront angebracht werden, der zum Beispiel für die Brandbekämpfung mit Schaum auf Flugplätzen, Industrieanlagen, Wald- und/oder Flächenbranden eingesetzt werden kann.
Der Aufbau wurde in Ganzmetallbauweise gefertigt, in dem sich die Feuerwehrtechnische Ausrüstung witterungsgeschützt befindet. Hier gibt es zahlreiche Neuerungen und Zusatzausrüstungen gegenüber dem Vorgängermodell. Hervorstechend sind die Aluminiumrollläden für eine leichtere Entnahme der Ausrüstung. Unter anderem wurde die Schlauchhaspel durch den Schlauchtragekorb ersetzt.
Sperrige Gerätschaften, wie zwei Steckleiterteile, 3 × 2 gekuppelte A-Saugschläuche und das Standrohr, sind vom Heck aus leichter als beim Vorgängermodell zu entnehmen. In einem Kasten am Fahrzeugheck befindet sich eine Schnellangriffseinrichtung mit einem C-Schlauch und Strahlrohr. Auf eine Schnellangriffseinrichtung mit Hochdruckschlauch musste aus Gewichtsgründen und Materialeinsparungen verzichtet werden. Ein Hydrantenauftaugerät (Gasbrenner) für den Wintereinsatz ist unter dem Aufbau in einem zylindrischen Behälter, direkt neben den Kraftstoffbehältern untergebracht. Neu war auch die zusätzliche Rundumkennleuchte am Heck des Aufbaus, die zur Verkehrssicherheit beitragen soll. Der Motor des Tanklöschfahrzeuges kann im Einsatz mittels Schalter im Maschinistenraum gestartet und abgestellt werden. Vom Fahrersitz (Maschinist) kann die Feuerlöschkreiselpumpe auch während der Fahrt automatisch als auch manuell bedient werden. Eine automatische Netzwasser- und Schaumbildnerzumischung für den Wendestrahlrohrbetrieb kann ebenfalls vom Fahrersitz eingestellt werden.
Die festeingebaute zweistufige Feuerlöschkreiselpumpe (FPH 22/8) im Fahrzeugheck besitzt eine Nennförderleistung von 2200 l/min bei einem Nennförderdruck von 8 bar bei einer Nennförderhöhe von 80 m.
Netzwasser, Leicht-, Mittel- oder Schwerschaum wird über eine automatische Zumischvorrichtung erzeugt.
Die zwei automatischen Zumischer (AZ 2/8) sind direkt an den B-Druckabgängen der Feuerlöschkreiselpumpe angebracht. Über die beiden B-Abgänge kann Wasser oder Schaummittel (1–5 %) ausgebracht werden. Der automatische Zumischer AZ 2/8 regelt sich über den Löschmittelfluss (VSBL) selbsttätig und wird über eine pneumatisch bedienbare Schaumbildnerpumpe gespeist. Die Schaumabgabe ist sowohl über das Wendestrahlrohr als auch über separate Schaumstrahlrohre möglich.
Parallel kann die Schaumbildnerpumpe auch Schaummittel aus Externen Behältern oder aus dem Schaumbildner-Anhänger (SBA 4,5) über eine C Festkupplung ansaugen.
Vorteilhaft ist, dass durch die automatische Zumischvorrichtung die Feuerlöschkreiselpumpe frei von Schaumbildner bleibt und diese anschließend nicht aufwändig gespült werden muss.
Es ist gleichzeitig eine Abgabe von Löschwasser, Schaum und Netzwasser über verschiedene Abgänge möglich. Der Wassertank beträgt nunmehr ein Nennvolumen von 2200 l und der Schaummitteltank 500 l. Alle Behälter sind mit selbsttätigen Über- und Unterdruckventilen ausgestattet. Über einen separaten B-Druckstutzen kann der Wassertank direkt befüllt werden, oder im Einsatz als Pufferbehälter bei der Wasserförderung über lange Wegstrecken.
Zur Schaummittelerweiterung kann im Einsatz der SBA 4,5 (Schaumbildner-Anhänger) mitgeführt werden. Der Anhänger fasst einen 450 Liter Schaummitteltank und kann mittels C-Saugschlauch direkt am Saugstutzen für Schaummittel am Fahrzeugheck angekuppelt werden. Die zwei Saugstutzen sind direkt an der Schaumpumpe angeschlossen, um den Zumischer zu speisen. Hier kann ebenfalls während der Fahrt Saumbildner vom Nachläufer bezogen werden um eine größere Fläche mit Löschschaum abzudecken. Sind mehrere Module zusammengeschaltet, wie Leichtschaumgenerator und Schaumbildner-Anhänger, kann mit wenig Personal eine verhältnismäßig große Fläche eingeschäumt werden. Im Stand kann auch extern über Schaumbildnerkanister angesaugt werden.
Teilweise wurden ältere Aufbauten der Tanklöschfahrzeuge (erkennbar an den Türen am Aufbau) nachträglich durch den Ganzmetallkoffer ersetzt. Diese Fahrzeuge erkennt man am einzelnen Wendestrahlrohr ohne Schwerschaumstrahlrohr und mit Ganzmetallkoffer als Aufbau.
Ende der 1980er Jahre folgte die Regelung für die weiß lackierte Bauchbinde mit der Feuerwehr-Aufschrift in Rot, sowie die weiß lackierte Stoßstange vorn, die nach entsprechenden Vorschriften anzubringen waren. Grund hierfür war eine gegenüber anderen rot lackierten Fahrzeugen bessere Unterscheidung und Wahrnehmung im Straßenverkehr. Ab 1986 wurden die Fahrzeuge aus dem Feuerlöschgerätewerk Luckenwalde mit der weißen Bauchbinde und Feuerwehraufschrift serienmäßig ausgeliefert.
Der W50 LA erreicht eine Höchstgeschwindigkeit von 80 km/h und besitzt einen Vierzylinder-Viertakt-Dieselmotor mit 125 PS (91,9 kW) Leistung. Zur Brandbekämpfung, Gefahrenbeseitigung und/oder Technische Hilfeleistung kann das Tanklöschfahrzeug selbstständig oder zusammen mit anderen Feuerwehrfahrzeugen eingesetzt werden.
Im Zeitraum von 1984 bis 1990 wurden 635 Exemplare im VEB Feuerlöschgerätewerk Luckenwalde bebaut.

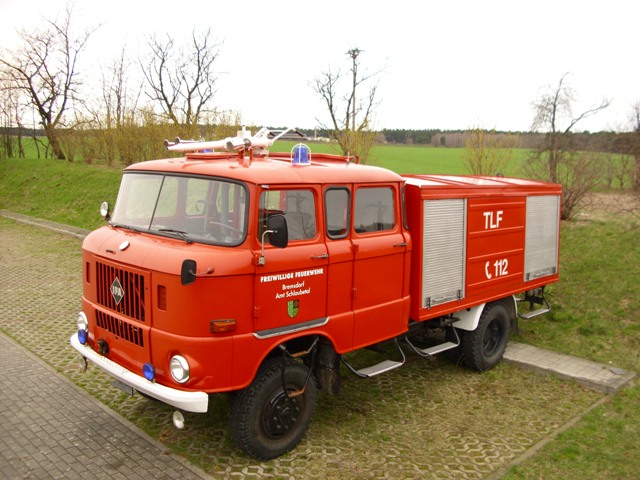
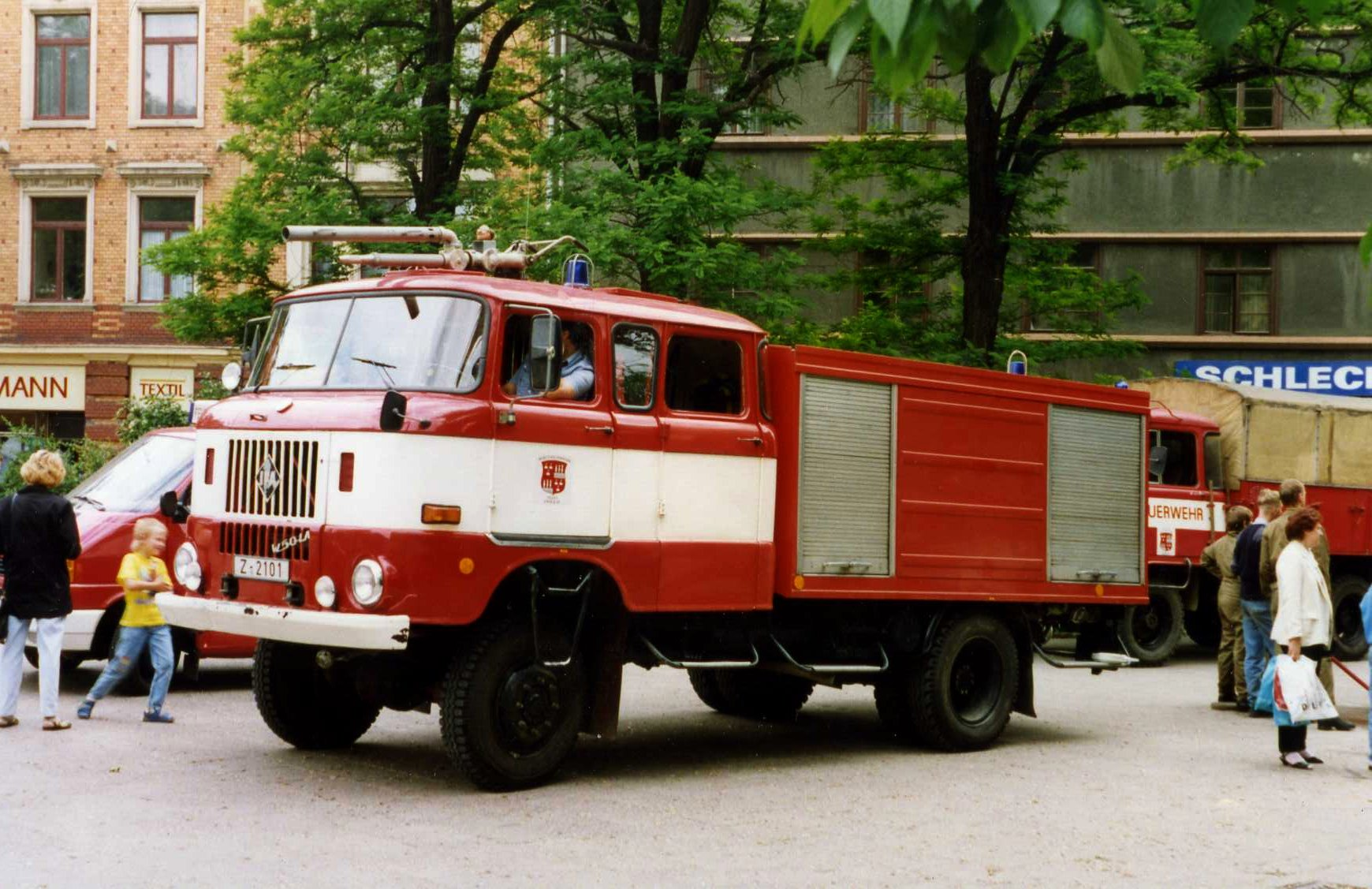
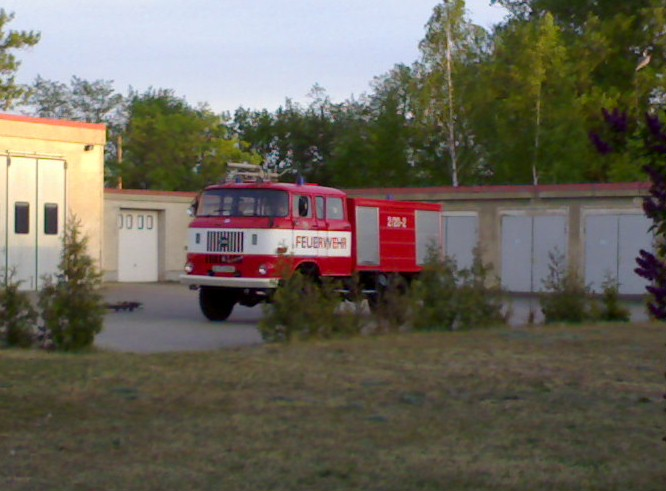
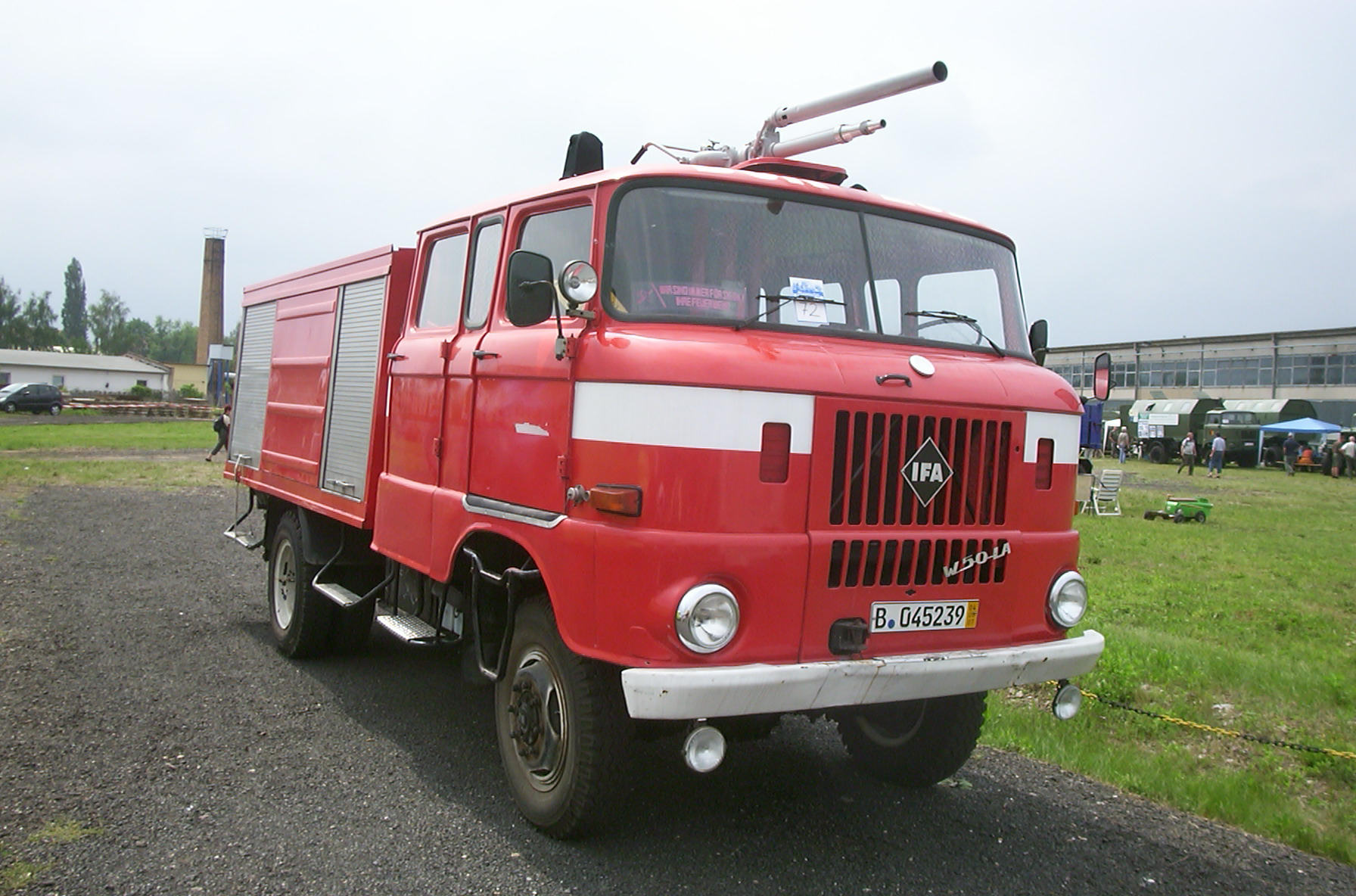
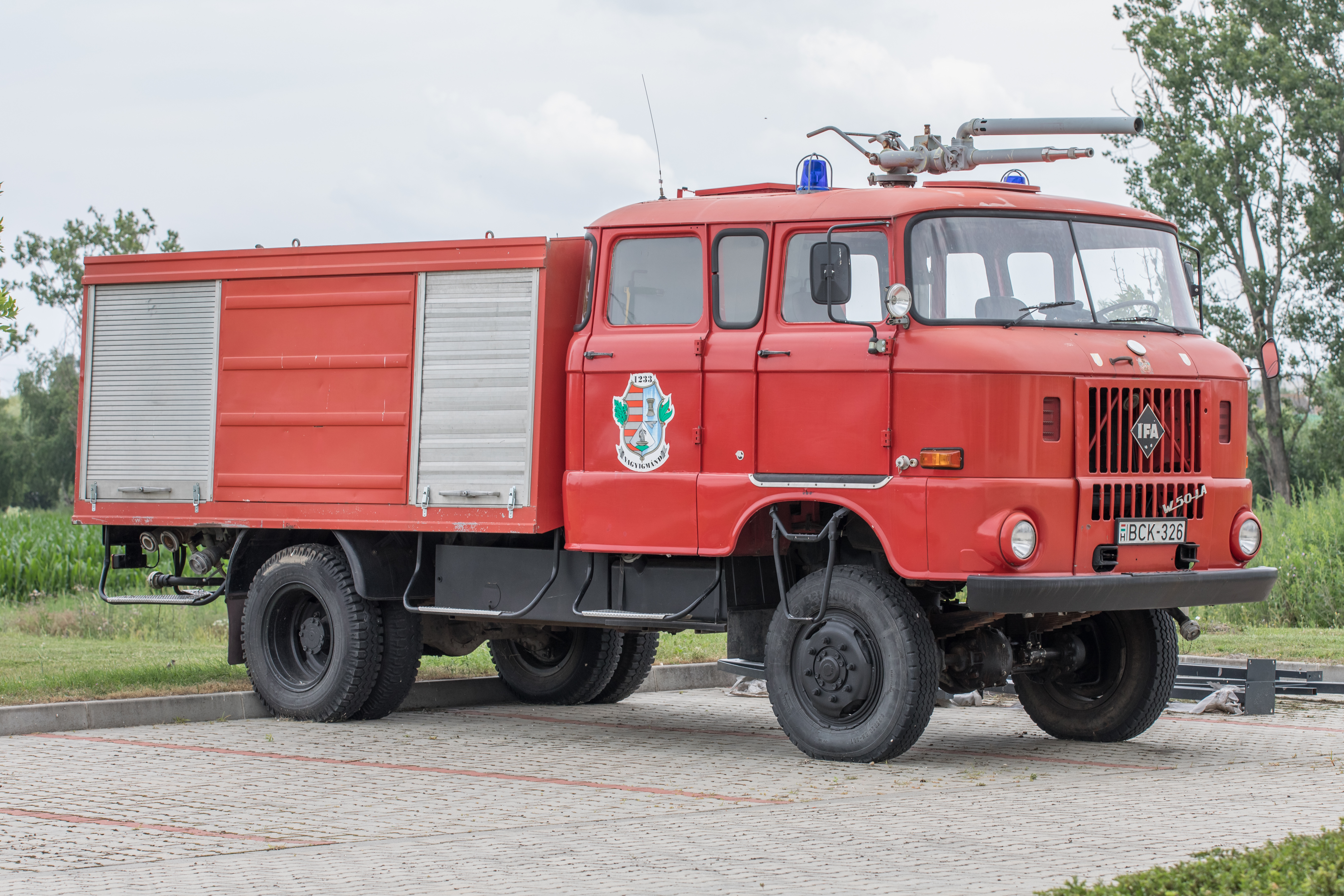

Auf den Bildern sind verschiedene Lackierungen der Fahrzeuge zu erkennen.

## TLF 16.01 (IFA W50 LA)

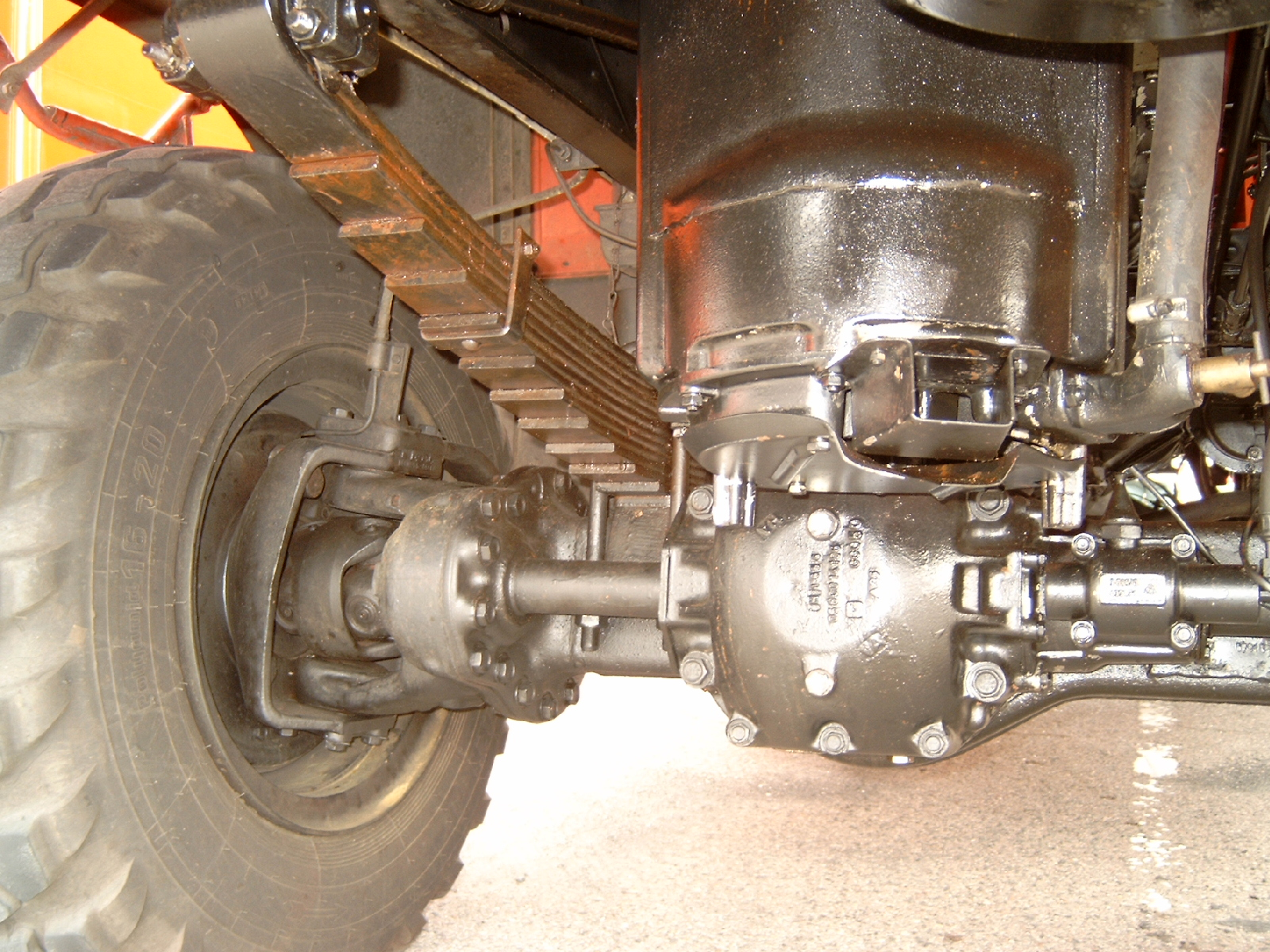
Achse mit Ballonreifen

Um in den zahlreichen Tagebauen sowie auf den Schießplätzen der NVA den Brandschutz zu gewährleisten, begann ab 1986 die Produktion geringer Stückzahlen der in Luckenwalde (VEB Feuerlöschgerätewerk Luckenwalde) gefertigten Tanklöschfahrzeuge TLF 16.01 mit Ganzmetallkoffer (GMK) auf dem Fahrgestell des Typs W 50 LA TLF 16.01-ND (Niederdruckbereifung), mit speziell geänderter Übersetzung auf allradgetriebenen Fahrgestell.
Da auch im schwierigen Gelände der Tagebaue und Übungsplätze mit der herkömmlichen Technik kaum voranzukommen war, wurde nach wie vor auf ältere wie den G5 und/oder schwere, geländegängige Importfahrgestelle aus der UdSSR sowie aus der ČSSR zurückgegriffen. Da aber die Ersatzteilbeschaffung und hohe Betriebskosten gedeckt werden mussten, entschied man sich für den Bau geländegängiger Löschfahrzeuge auf IFA-Fahrgestell.
Das Fahrzeug ist äußerlich und feuerwehrtechnisch mit dem TLF 16 GMK fast übereinstimmend, es ist nur durch seine voluminösen Ballonreifen und die zwei heckseitig angebrachten Spaten zu erkennen.
Um das Ersatzrad verstauen bzw. entnehmen zu können, musste die Jalousie am Geräteraum G1 nach unten verlängert werden. Eine Besonderheit ist die Reifendruckregelanlage, die der Fahrer während der Fahrt bedienen kann und den Reifeninnendruck entsprechend dem Untergrund anpasst. Die Getriebeuntersetzung des 5-Gang-Getriebes kann ein müheloses Überschreiten schwieriger Geländeabschnitte, mit Ausrüstung und vollem Tank, gewährleisten.
Im Zeitraum von 1986 bis 1987 wurden fünf Exemplare im VEB Feuerlöschgerätewerk Luckenwalde bebaut.